# Minimax pl 5
Minimax pl 5 – szósta edycja kompilacji utworów, wybranych przez Piotra Kaczkowskiego, wydana 1 czerwca 2008. Firmowana jest nazwą polskiej audycji, Minimax, nadawanej na antenie Programu III Polskiego Radia. Na wydawanej od 2003 roku serii zadebiutowało już ponad stu wykonawców - wielu z nich zdobyło potem popularność i zapewniło sobie miejsce na muzycznej scenie.
"To muzyka, którą proponują młodzi twórcy na drugą połowę 2008 roku. Od psalmu do rocka, od bluesa do metalu. Wspólny mianownik łączący te różnorodne stylistycznie nagrania to autentyczna pasja, odporna na bardzo wiele przeciwności. To bardzo cenne, w świecie, w którym słowo 'amator' utraciło odniesienie do słowa 'miłośnik'. Na 77-minutowej płycie pomieściło się 18 utworów, wybranych z około 1000 nadesłanych do audycji Minimax." - Kaczkowski o najnowszej edycji płyty.

## Lista utworów
1. Neske - "One Step"
2. Ice Machine - "Raj na Ziemi"
3. Amuse Me - "Gypsies"
4. Kamieńkamieńkamień - "Lecą Anioły cz. II"
5. Cieplarnia - "Do wtóru i bez końca"
6. Makle Kfukle - "667"
7. Gra pozorów - "Casting na przyjaciela"
8. Amaryllis - "De Profudis"
9. Marcelle Spirit - "Klepsydra"
10. Dżewo - "Najważniejsze"
11. Thesis - "Like A Child"
12. No Plastic Inside - "Dog's Tears"
13. 7 W Nocy - "Pewnie po mnie przyszli"
14. Sorry Boys - "Winter"
15. Fosfor - "Ravage"
16. Carter's Needle - "Nie tak"
17. For Sale - "Puste miejsca"
18. Nocna Straż - "Boogie"

## Twórcy
- Różne składy